# عین قصیر
عین قصیر (به عربی: عين القصير) یک شهرداری در الجزایر است که در استان مدیه واقع شده‌است.
 عین قصیر  ۵٬۳۶۶ نفر جمعیت دارد.